# 華原朋美コンサート2006
華原朋美コンサート2006は、華原朋美が2006年9月23日に神奈川県のハーモニーホール座間で実施した単発公演ライブ。

## 概要
翌年には自身の体調不良や深刻な薬物依存により事務所解雇となったため、復帰後の2013年までの約7年間ライブが行われなかった。

## セットリスト
※はライブ初披露
1. 華 ※シングルバージョン
2. あなたがいれば
3. 未来色の星屑
4. Blue Sky
5. As A person
6. Believe In Future 〜真夜中のシンデレラ〜
7. Daily news
8. summer visit
9. Living on…!! ※
10. Tumblin' dice
11. Hate tell a lie
12. Keep On Running ※
13. I'm proud -full version-
14. I BELIEVE
15. Keep yourself alive
16. あのさよならにさよならを ※当時の最新曲
17. Believe In Future 〜真夜中のシンデレラ〜
18. LOVE BRACE